# 서울남정초등학교
서울남정초등학교는 대한민국 서울특별시 용산구 원효로2가에 있는 공립 초등학교이다.

## 학교 연혁
- 1903년 2월 15일 경성거류민단 원정공립심상소학교 개교
- 1912년 4월 1일 경성원정공립소학교로 개칭(공립으로 이관)
- 1918년 11월 1일 고등과 병치
- 1941년 4월 1일 경성원정공립국민학교로 개칭
- 1945년 11월 1일 재개교
- 1946년 4월 1일 서울남정국민학교로 개칭
- 1976년 6월 9일 교목(느티나무) 교화 (장미) 지정
- 1981년 9월 2일 야구부 창단
- 1983년 7월 28일 원효국민학교(1034명) 분리 이관
- 1991년 6월 23일 본관 교사 개축
- 1996년 3월 1일 서울남정초등학교로 개칭
- 1997년 3월 10일 병설유치원 개원(2학급 60명)
- 2014년 2월 11일 남정 100년史 출판기념식
- 2016년 5월 1일 KBS 누가누가 잘하나 중창기념상(꿈빛중창단)
- 2016년 11월 5일 파랑새 동요제 전국대회 대상(꿈여울중창단)
- 2017년 9월 2일 KBS 국악동요부르기 대회 최우수상(꿈여울중창단)
- 2018년 3월 27일 서울시장기 대회 3회(야구부)
- 2018년 9월 1일 제24대 유승애 교장 부임
- 2018년 9월 15일 희망동요대회 대상(꿈여울중창단)
- 2019년 2월 14일 제74회 졸업식(61명, 누계 32786명)

{{미완성 목록}
- 2021년 남정초 야구부 시설 공사 실내야구장, 배팅머신 ,자동티바기계 ,토스배팅기계, 다양한 야구장비,망 구매 서울시 초등학교 야구부 최고시설

## 학교 상징
- 교화(校花) - 장미 : 우아한 아름다움과 매력적인 향기가 남정어린이를 상징한다. 감미로운 정감은 남정어린이의 곱고 착한 마음씨를 나타내며 상징 덕목은 창조의 은혜로움과 감사하는 마음이다.
- 교목(校木) - 느티나무 : 수명이 길고 무성하게 자라는 모습이 남정어린이의 늠름한 모습을 상징하며 학교의 수호목으로 지정되었다. 상징 덕목은 우아한 품위와 웅장한 기상, 넓은 도량과 강인한 의지를 나타낸다.
- 캐릭터 - 남이, 정이 : 무지개(희망과 꿈), 녹색(건강한 성장), 청룡(푸른 꿈)

## 참고 자료
- 서울남정초등학교 - 한국교육학술정보원 학교알리미